# Calledema plusia
Calledema plusia är en fjärilsart som beskrevs av Felder 1874. Calledema plusia ingår i släktet Calledema och familjen tandspinnare. Inga underarter finns listade i Catalogue of Life.